# NGC 2404
NGC 2404 là vùng H II khổng lồ bên trong NGC 2403, một thiên hà xoắn ốc ở Lộc Báo. Nó được phát hiện vào ngày 2 tháng 2 năm 1886 bởi Gulliaume Bigourdan. NGC 2404 có đường kính khoảng 2000 ly, làm cho nó trở thành một trong những vùng H II lớn nhất được biết đến cho đến nay. NGC 2404 thậm chí còn lớn hơn Tinh vân Tarantula, một trong những vùng H II lớn nhất và hoạt động mạnh nhất trong Nhóm Địa phương. NGC 2404 lớn hơn Tinh vân Lạp Hộ 83 lần và nếu nó ở cùng một khoảng cách, nó sẽ gây ra bóng có thể nhìn thấy. Nó là lớn nhất vùng H II trong NGC 2403, và nằm ở vùng ngoại ô của thiên hà, làm cho sự tương đồng nổi bật với NGC 604 trong M33, cả về kích thước và vị trí trong thiên hà chủ. Vùng H II này chứa 30-40 ngôi sao Wolf-Rayet, và không giống như Tinh vân Tarantula, nhưng giống như NGC 604 tương tự, cụm mở của NGC 2404 có lẽ nhỏ gọn hơn nhiều, vì vậy nó có thể trông giống như một liên kết sao lớn. Vùng H II này có lẽ chỉ vài triệu năm tuổi.